# Portrait de Maria Salviati
Portrait de Maria Salviati – en italien Ritratto di Maria Salviati – est un tableau réalisé par le peintre italien Pontormo en 1542-1545. De format vertical, cette huile sur panneau est un portrait à mi-corps de Maria Salviati devant une tenture sombre. Coiffée d'un voile blanc, elle regarde vers le spectateur en tenant un petit livre à la main gauche. L'œuvre est conservée à la galerie des Offices, à Florence, en Toscane.